# Лев Диякон
Лев Дия́кон (грец. Λέων ο Διάκονος; бл. 950 — бл. 1000) — візантійський історик-хроніст 10 століття.
Учасник походу імператора Василя II Болгаробійця проти болгар в 986. Автор «Історії» в 10 книгах (написана бл. 990 і охоплює події 959—975). Перша частина твору має компілятивний характер і є переказом т. зв. «Історії Фок» (не збереглася), друга частина — самостійний твір, написаний на основі особистих спостережень та розповідей очевидців. Твір Лева Диякона — цінне джерело для вивчення ранньої історії Візантії, Болгарії, Київської держави. В ньому описані походи київського князя Святослава Ігоровича в Болгарію (967 або 968) і його війни з Візантією на Балканах.

## Життєпис
Народився у сільській місцевості, у невеличкому містечку Калоя (суч. Келез) у Малій Азії. Його батьки не займали особливого положення, але були достатньо багатими, щоб забезпечити синові навчання у м. Константинополі в Константинопольському університеті.
Після навчання він обрав шлях релігійного служіння, деякий час знаходився при патріархові і біля 975-980 став дияконом. Він супроводжував імператора Василя ІІ у війні з болгарами і трохи не загинув у бою з ними в 986. Біля 996 Лев Диякон виступає з промовою (енкомій), що прославляє імператора, текст якої дійшов до нашого часу. Після цього достовірна біографія Лева Диякона, що заснована на аналізі його творів, закінчується.
З приводу подальших подій існує три версії. Згідно з першою він помер, що завадило йому доповнити свою «Історію» правлінням Василя ІІ. Згідно з другою — своєю промовою він виділився серед придворних і саме він є тим Левом, що відомий по дипломатичному листуванню з Василієм ІІ і був відісланий з дорученнями до Італії в 996-998 роках. Пізніше він стає єпископом Сінади, але ця версія є достатньо спірною. І згідно з третьою версією він став митрополитом Карійським, але і ця версія несе у собі багато протиріч.

## Праці
- ЛЕВ ДИАКОН, История, Публикация 1820 г., Публикация 1988 г.; Энкомий, Публикация 1971 г. [Архівовано 24 серпня 2011 у WebCite] (рос.)